# 博特南
博特南（德語：Botnang，旧作，發音：[ˈboːtnaŋ]）是德国巴登-符腾堡州斯图加特的区，面积2.135平方千米，2020年12月31日人口为13,659人。
博特南原为一独立市镇，1922年4月1日，博特南并入斯图加特。